# Ponshewaing
Ponshewaing – jednostka osadnicza w Stanach Zjednoczonych, w stanie Michigan, w hrabstwie Emmet.